# Strathisla
Strathisla [strafajla] je skotská palírna společnosti Pernod-Ricard nacházející se v centru města Keith v hrabství Banffshire, jež vyrábí skotskou sladovou whisky.

## Historie
Palírna byla založena v roce 1786 Georgem Taylorem a Alexandrem Milnem a produkuje čistou sladovou whisky. Tato palírna měla původní název Milltown, přejmenována byla v roce 1870, poté zpět v roce 1890 a na dnešní Strathisla v roce 1949. Leží na břehu řeky Isla a je považována za drahokam města Keith.[zdroj⁠?!] Produkuje whisky značky Strathisla, což je dvanáctiletá whisky s obsahem alkoholu 43 %. Část produkce se používá do míchaných whisky Chivas Regal a Royal Salute. Tato whisky je s příchutí máty a eukalyptu.